# إعلان فيشيهراد
إعلان فيشيهراد تم تقديمه من قبل الحزب الديمقراطي المدني في 17 أغسطس 2017. ويتألف من 17 شرطًا للحزب ليكون جزءًا من الائتلاف الحكومي بعد الانتخابات التشريعية لعام 2017.
صرح زعيم الحزب بيتر فيالا أن الإعلان لا يعني أن الدولة الديمقراطية الواحدة ستكون في المعارضة بعد الانتخابات ولكن لها شرط المشاركة في الحكومة. كما ذكر فيالا أن الإعلان يعطي مساحة للمفاوضات.

## الشروط
كل الشروط الـ 12 في الإعلان هي:
- زيادة صافي الأجور وتخفيض الضرائب.
- تخفيض كبير في اشتراكات الضمان الاجتماعي لأصحاب العمل.
- رفع حد مدفوعات السعر الثابت للمتداولين مرتين على الأقل.
- التزام الحكومة بعدم زيادة الضرائب على الشركات طوال فترة الانتخابات.
- إدخال إقرار ضريبي بسيط وموحد وتأمين اجتماعي وصحي.
- إلغاء سجلات الإيرادات الإلكترونية وإدخال ضريبة السعر الثابت لغير دافعي ضريبة القيمة المضافة بمبدأ «الدفع والبدء دون مزيد من الشيكات» لأصغر رواد الأعمال.
- مراجعة الأعباء البيروقراطية والنظام القانوني في المجالات الرئيسية في غضون ستة أشهر من إنشاء الحكومة، وتخفيض جذري في عدد اللوائح والقوانين والمراسيم في العامين الأول والثاني من الحكم.
- تطبيق نظام «كل شيء في باب واحد» للتعامل مع جميع القضايا المشتركة للمواطنين اعتبارًا من 1 يناير 2019.
- تخفيضات كبيرة في الدعم الوطني للشركات الخاصة وتخفيضات كبيرة في حوافز الاستثمار.
- يصبح التعليم هو الأولوية المالية والسياسية للحكومة.
- تستعد الحكومة لموقف واثق في الاتحاد الأوروبي واستراتيجية لتعزيز إصلاحات الاتحاد الأوروبي على أساس المصالح الوطنية والإجماع الوطني. سيتضمن برنامج الحكومة رفض الحصص الإلزامية للاجئين والاعتماد الإلزامي لليورو.
- لن تسمح الحكومة للتشكيك في التوجه الأوروبي الأطلسي لجمهورية التشيك، وستزيد من إنفاقها على الأمن، وتفترض زيادة تدريجية في الإنفاق الدفاعي إلى 2 في المائة من الناتج المحلي الإجمالي على مدى ست سنوات.

## بعد الانتخابات
حصل الحزب الديمقراطي المدني على 11٪ من الأصوات وأصبح ثاني أقوى حزب. ذكرت ألكسندرا أودينيا أن الدولة المستنفدة للأوزون لن تتخلى عن إعلان فيشيهراد. رح بيتر فيالا أن الحزب الديمقراطي الوطني لن يشارك في الحكومة بقيادة أنو 2011. كما بدأ فيالا مفاوضات مع أحزاب معارضة أخرى حول إمكانية التعاون.